# 마지막 지하철
《마지막 지하철(Le Dernier Métro)》은 1980년 개봉한 프랑스의 역사 드라마 영화이다. 프랑수아 트뤼포가 감독을 맡았으며, 카트린 드뇌브와 제라르 드파르디외가 주연을 맡았다. 1981년 세자르 작품·남우주연·여우주연·감독·각본·촬영·편집·음악·미술·음향상 등 10개 부문에서 수상하는 기록을 세웠다.

## 줄거리
독일군이 프랑스 북부를 점령한 1942년 파리, 몽마르트르 극장을 이끄는 연출가 뤼카는 유대인이라는 이유로 프랑스에서 도피했다는 소문이 나돈다. 그의 아내이자 배우 마리옹은 뤼카가 떠난 극장을 이끌겠다고 결심한다. 그녀는 뤼카가 이전에 구상했던 연극을 공연하기로 결정하고 여러 배우들을 섭외하는 한편, 나치 밑의 고위 관계자들과 일정 부분의 친분을 유지한다. 섭외된 배우들 중에서는 젊은 남자 배우인 베르나르도 있는데, 그는 밤이 되면 레지스탕스 진영과 거사를 도모하는 사람이다. 베르나르는 일전에 길거리에서 만났던 무대 디자이너 아를레트에게 거듭 연애를 해보고자 노력하는데, 어느 날 그는 아를레트가 사실은 동성애자라는 사실을 알게 된다.
한편 마리옹은 밤마다 다른 사람들의 시선을 피해 몰래 퇴근하고 빈 극장으로 들어간다. 사실 뤼카는 프랑스에서 도피하지 못하고 극장 지하실에 몸을 숨기고 있었다. 뤼카는 마리옹의 얘기를 듣고 공연한 연극과 관련해 많은 조언을 제공한다. 공연 당일 많은 관객들이 연극에 크게 호응한다. 그러나 정권에 부역하는 평론가 닥시아는 연극에 유대인적 특징이 나타난다며 비난하고, 이에 베르나르는 공개적으로 닥시아에게 항의한다. 게슈타포가 베르나르의 레지스탕스 동료를 체포하자 베르나르는 투쟁에 전념하기 위해 배우 일을 그만두고, 마리옹은 베르나르와의 진실한 마음을 공유한다. 시간이 지나 파리가 해방된 후 마리옹은 베르나르와 같이 뤼카가 연출한 또 다른 연극에 출연한다.

## 출연
- 카트린 드뇌브 - 마리옹
- 제라르 드파르디외 - 베르나르